# Fort Lyngby
Fort Lyngby (Deens: Lyngbyfortet) is een fort gebouwd aan het einde van de 19e eeuw ter verdediging van de Deense hoofdstad Kopenhagen. 

## Beschrijving
Fort Lyngby ligt in het noordwestelijke deel van de Stelling van Kopenhagen, zo’n 10 kilometer ten noordwesten het Kastellet en iets ten zuiden van Kongens Lyngby. Op 4 kilometer ten noordwesten ligt het buurfort Fortun.
Het fort heeft de vorm van een driehoek, met een punt gericht op de vijand en de basis ligt aan de kant van het veilige Kopenhagen. Het geheel is omgeven door een droge gracht van ongeveer 10 meter breed. In de top is een caponnière en in de basis salliant-caponnières van waaruit de vijand in de droge gracht kon worden beschoten met machinegeweren en lichte kanonnen.
De hoofdbewapening van het fort bestond uit vier kanonnen met een kaliber van 15 cm verdeeld over twee pantserkoepels, drie kanonnen van 15 cm eveneens geplaatst in pantserkoepels en twee 75mm-snelvuurkanonnen en een mitrailleur in evenveel hefkoepels. Alle koepels waren volledig draaibaar.
In het gebouw waren manschappenverblijven, de keuken, een machinekamer, magazijnen en munitieopslagplaatsen.

## Geschiedenis
Het fort werd gebouwd tussen 1887-1892 als onderdeel van de Stelling van Kopenhagen. Het ontwerp was van luitenant-kolonel EJ Sommerfeldt. Het fort had als belangrijkste taak het acces van de spoorweg van Helsingør naar Kopenhagen te verdedigen, en ook Lyngby zelf.
Omstreeks 1920 werd het fort verlaten door het leger. Het kwam in particuliere handen en veel metaal werd uit het fort verwijderd en als schroot verkocht. In 1940 werd een huis op het dak van het fort gebouwd, maar na de overname van het fort door de stad Kopenhagen werd het huis gesloopt en zijn enige herstelwerkzaamheden uitgevoerd. Een eindbestemming is nog niet gevonden voor het fort.

## Fotogalerij

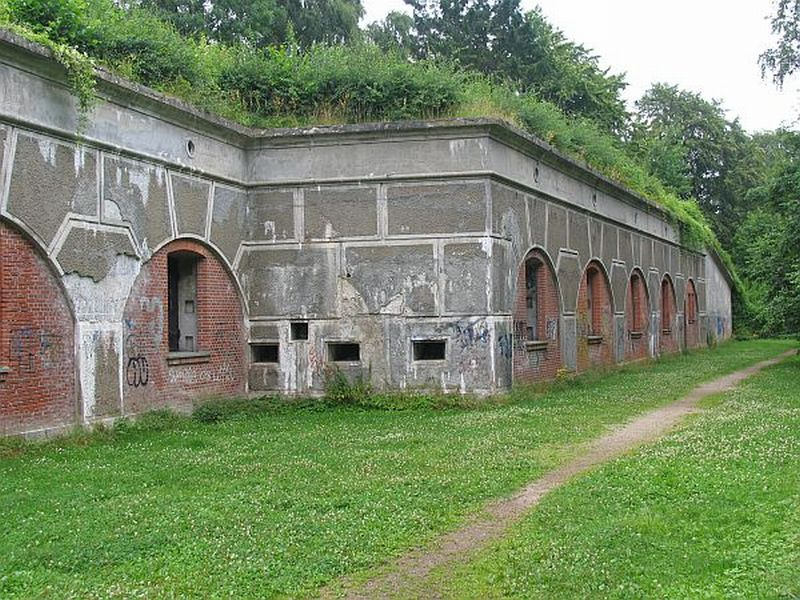
Keelzijde van het fort
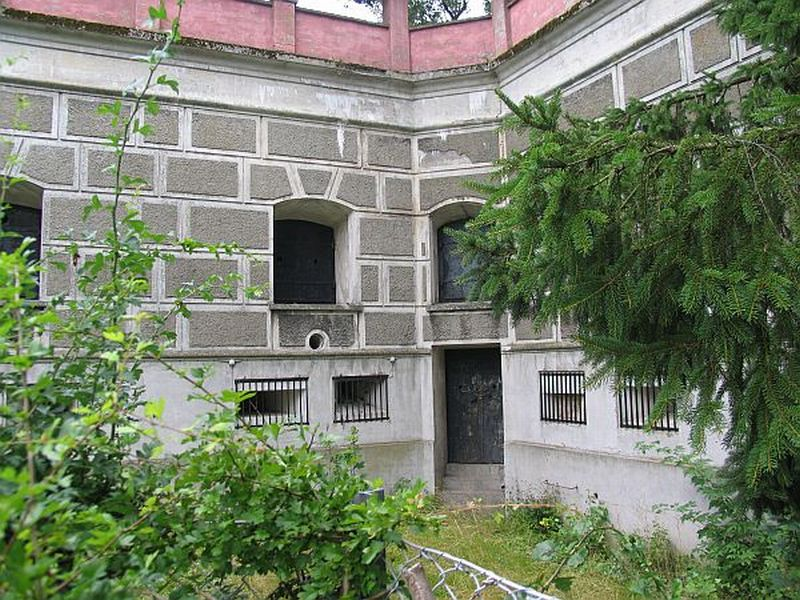
Caponnière in de top
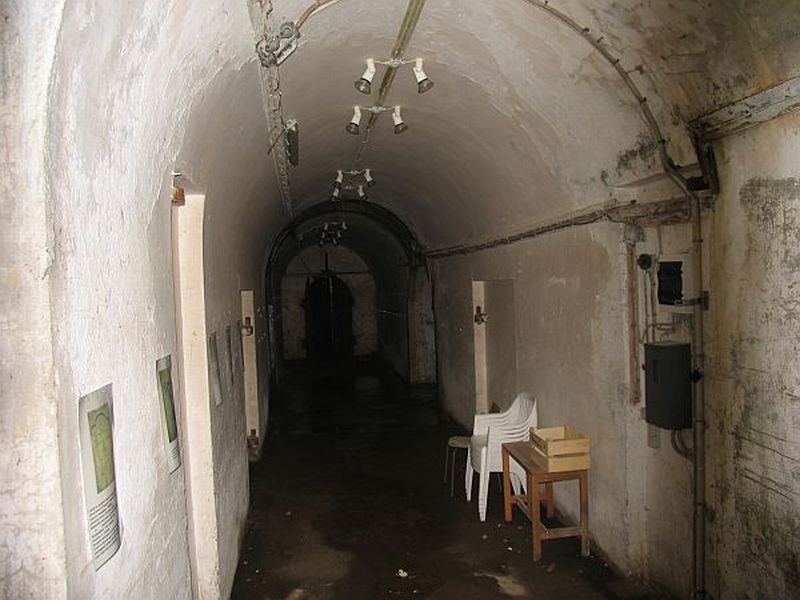
Gangen in het fort